# Tu-306 (航空機)
Tu-306(ツポレフ306；ロシア語:Ту-306トゥー・トリースタ・シェースチ)は、ロシアのツポレフ設計局が1990年代に開発計画を発表した大型ジェット旅客機である。同時期に発表された大型双発旅客機であるTu-304を、液化天然ガスを搭載できるように胴体上部をさらに膨らませて、従来の燃料とは異なる液体燃料を使用するジェット旅客機にしようというものであった。しかしながらロシア政府から開発資金を得られなかったためか、現時点では実現する見込みがまったく無いといえる。計画案では双発で全長62m、全幅57mとエアバスA330-300に匹敵するサイズで、乗客数を312～400、航続距離9,000kmを目標にしていたが、Tu-304が機体すら製作されていない以上、現在ではキャンセルされている状態だといえる。